# Maria Holfeier
Maria Holfeier, z d. Tyszyk (ur. 2 czerwca 1924 we Lwowie, zm. 27 września 2008 w Hamburgu) – polska ekonomistka i działaczka opozycji demokratycznej w PRL.

## Życiorys
Służyła w wojsku polskim formowanym w ZSRR pod kierownictwem komunistów. W 1945 roku podjęła pracę w biurze personalnym Sztabu Generalnym ludowego WP. Jednocześnie współpracowała z Delegaturą Sił Zbrojnych na Kraj. Jej ówczesny narzeczony, Henryk Holfeier był wówczas kurierem Delegatury i w tej roli spotkał się w 1945 ze sztabem generała Andersa w Anconie. W latach 1946–1947 należała do Polskiego Stronnictwa Ludowego. W 1947 została oskarżona o szpiegostwo i „przygotowywanie zamachu stanu”, a następnie skazana na karę 8 lat pozbawienia wolności. Od 22 grudnia 1947 do czerwca 1955 była więziona w więzieniu mokotowskim oraz zakładzie karnym w Bydgoszczy-Fordonie. Została zwolniona przedterminowo z uwagi na stan zdrowia.
W 1958 ukończyła Studium Ekonomii Przemysłu w Katowicach. Należała do NSZZ „Solidarność” i Konfederacji Polski Niepodległej. W latach 1982–1989 była jedną z organizatorek spotkań opłatkowych w Krakowie-Prokocimiu, angażowała się w pomoc więźniom politycznym, m.in. uczestniczyła jak obserwator w procesach sądowych i przed kolegiami ds. wykroczeń. Współpracowała w tej działalności z ks. Franciszkiem Kołaczem z parafii św. Józefa w Krakowie-Podgórzu. Razem ze swoim mężem, Henrykiem Holfeierem należała do założycieli powstałego w listopadzie 1984 Apostolstwa Świeckich im. ks. Jerzego Popiełuszki przy parafii Matki Bożej Dobrej Rady w Krakowie-Prokocimu, była jedną z organizatorek comiesięcznych mszy za Ojczyznę (19 dnia każdego miesiąca, aż do 1989). W 1985 roku wspierała strajk głodowy w Bieżanowie, w którym uczestniczył m.in. Henryk Holfeier.
W wyborach parlamentarnych w 1989 była kandydatką Konfederacji Polski Niepodległej w wyborach do Senatu. W województwie krakowskim zdobyła 5845 głosów (1,15 % głosów ważnych).
Była członkiem Zarządu Głównego Związku Więźniów Politycznych Okresu Stalinowskiego.
Została pochowana na Cmentarzu Batowickim (C-XXXI-7-5).